# Cryptantha albida
Cryptantha albida là loài thực vật có hoa trong họ Mồ hôi. Loài này được (Kunth) I.M.Johnst. mô tả khoa học đầu tiên năm 1923.